# Сабурин, Дэни
Дэни Сабурин (англ. Dany Sabourin; род. 2 сентября 1980, Валь-д’Ор, Квебек) — канадский хоккеист, вратарь.
На драфте НХЛ 1998 года был выбран в 4 раунде под общим 108 номером командой «Калгари Флеймз». В 2003—2004 годах выступал за «Лас-Вегас Рэнглерс». 10 августа 2005 года как неограниченно свободный агент подписал контракт с «Питтсбург Пингвинз». 4 октября 2006 года был забран на вейвере «Ванкувер Кэнакс». 1 июля 2007 года как неограниченно свободный агент подписал контракт с «Питтсбург Пингвинз».
С 2013 года выступает за австрийский клуб «Грац Найнти Найнерс».

## Награды
- 2005/06 Алдедж "Баз" Бастьен Мемориал Эворд
- 2005/06 Гарри (Хэп) Холмс Мемориал Эворд

## Статистика
```
                                            
Season   Team                        Lge    GP   Min   GA  EN SO   GAA   W   L   T   Svs    Pct
-----------------------------------------------------------------------------------------------
1997-98  Sherbrooke Faucons          QMJHL  37  1907  128   0  1  4.03  15  15   2   916  0.877
1998-99  Sherbrooke Beavers          QMJHL  30  1463  102   2  1  4.18   8  13   2   643  0.863
1999-00  Sherbrooke Beavers          QMJHL  55  3066  181   0  1  3.54  25  22   5  1627  0.889
2000-01  Saint John Flames           AHL     1    40    0   0  0  0.00   1   0   0     6  1.000
2000-01  Johnstown Chiefs            ECHL   19   903   56   2  0  3.72   4   9   1   408  0.879
2001-02  Johnstown Chiefs            ECHL   27  1539   84   3  0  3.28  14  10   1   695  0.892
2001-02  Saint John Flames           AHL    10   447   18   0  1  2.41   4   4   0   179  0.909
2002-03  Saint John Flames           AHL    41  2220  100   5  4  2.70  15  17   4   952  0.905
2003-04  Lowell Lock Monsters        AHL    14   821   39   0  0  2.85   5   7   2   368  0.904
2003-04  Calgary Flames              NHL     4   168   10   0  0  3.57   0   3   0    56  0.848
2003-04  Las Vegas Wranglers         ECHL   10   613   24   0  0  2.35   6   3   1   359  0.937
2004-05  Wheeling Nailers            ECHL   27  1578   44   2  5  1.67  19   6   1   720  0.942
2004-05  Wilkes-Barre/Scranton Pen   AHL    20  1028   38   0  1  2.22   8   8   2   445  0.921
2005-06  Wilkes-Barre/Scranton Pen   AHL    49  2943  111   2  4  2.26  30  14   4  1315  0.922
2005-06  Pittsburgh Penguins         NHL     1    21    4   0  0  11.68  0   1   0    10  0.714
2006-07  Vancouver Canucks           NHL     9   480   21   2  0  2.63   2   4   1   203  0.906
2006-07  Manitoba Moose              AHL     2   119    4   0  1  2.01   1   1   0    46  0.920

```